# Copa del Emperador 2001
La 81.ª Copa del Emperador (第81回天皇杯全日本サッカー選手権大会 Dai 81-kai Tennōhai Zennihon Sakkā Senshuken Taikai?) fue la edición 2001 de dicha competición de fútbol, la más antigua de Japón. El torneo comenzó el 25 de noviembre de 2001 y terminó el 1 de enero de 2002.
El campeón fue Shimizu S-Pulse, tras vencer en la final a Cerezo Osaka. De esta manera, el conjunto de la capital de la prefectura de Shizuoka dio la vuelta olímpica por primera vez. Por lo mismo, disputó la Supercopa de Japón 2002 ante Kashima Antlers, ganador de la J. League Division 1 2001, y clasificó a la Liga de Campeones de la AFC 2002-03.

## Desarrollo
Fue disputada por 80 equipos, y Shimizu S-Pulse ganó el campeonato.

## Calendario
| Etapa            | Fechas                      | Número de equipos participantes | Observaciones |
| ---------------- | --------------------------- | ------------------------------- | --- |
| Primera ronda    | 25 de noviembre de 2001     | 64 (12+2+2+1+47) → 32           | - 12: clubes de la J2 - 2: clubes cabezas de serie de la JFL - 2: universidades - 1: equipo juvenil - 47: ganadores de copas prefecturales |
| Segunda ronda    | 2 de diciembre de 2001      | 32 → 16                         | - Participación de los ganadores de la Primera ronda                                                                                       |
| Tercera ronda    | 9 y 12 de diciembre de 2001 | 32 (16+16) → 16                 | - 16: clubes de la J1 - 16: ganadores de la Segunda ronda                                                                                  |
| Cuarta ronda     | 16 de diciembre de 2001     | 16 → 8                          | - Participación de los ganadores de la Tercera ronda                                                                                       |
| Cuartos de final | 24 de diciembre de 2001     | 8 → 4                           | - Participación de los ganadores de la cuarta ronda                                                                                        |
| Semifinales      | 29 de diciembre de 2001     | 4 → 2                           | - Participación de los ganadores de los cuartos de final                                                                                   |
| Final            | 1 de enero de 2002          | 2 → 1                           | - Participación de los ganadores de las semifinales                                                                                        |

## Equipos participantes

### J. League Division 1
- Consadole Sapporo
- Kashima Antlers
- Urawa Red Diamonds
- JEF United Ichihara
- Kashiwa Reysol
- F.C. Tokyo
- Tokyo Verdy 1969
- Yokohama F. Marinos
- Shimizu S-Pulse
- Júbilo Iwata
- Nagoya Grampus Eight
- Gamba Osaka
- Cerezo Osaka
- Vissel Kobe
- Sanfrecce Hiroshima
- Avispa Fukuoka

### J. League Division 2
- Vegalta Sendai
- Montedio Yamagata
- Mito HollyHock
- Omiya Ardija
- Kawasaki Frontale
- Yokohama F.C.
- Shonan Bellmare
- Ventforet Kofu
- Albirex Niigata
- Kyoto Purple Sanga
- Sagan Tosu
- Oita Trinita

### Japan Football League
- Sagawa Express S.C.
- Honda F.C.

### Universidades
- Universidad Komazawa
- Universidad Hannan

### Segundos equipos
- Escuela Secundaria de Kunimi

### Representantes de las prefecturas
- Denso
- Escuela Secundaria Comercial de Akita
- Aster Aomori
- Universidad Juntendō
- Ehime F.C.
- Universidad de Tecnología de Fukui
- Universidad de Fukuoka
- F.C. Primeiro
- Escuela Secundaria Industrial de Gifu
- Gunma FC Fortuna
- Universidad de Fukuyama
- Universidad Dōto
- Universidad Kwansei Gakuin
- Universidad Ryūtsū Keizai
- Teihens F.C.
- Morioka Zebra
- Sun Life F.C.
- Volca Kagoshima
- Universidad de Tokai
- FC KYOKEN Kyoto
- Universidad de Kōchi
- NTT Kumamoto FC
- Mindhouse T.C.
- Sony Sendai
- Honda Lock
- Ohara Gakuen JaSRA
- Universidad de Nagasaki
- Universidad Nara Sangyō
- Apple Sports College F.C.
- Nippon Steel Oita
- Universidad Internacional Kibi
- Okinawa Kariyushi
- Universidad de Salud y Ciencias del Deporte de Osaka
- Saga Nanyo Club
- Saitama S.C.
- Matches F.C.
- Iwami F.C.
- Jatco TT
- Tochigi S.C.
- Universidad Hosei
- Otsuka Pharmaceutical
- S.C. Tottori
- ALO's Hokuriku
- Kainan F.C.
- Yamagata F.C.
- Yamaguchi Teachers Team
- Nirasaki Astros

## Resultados

### Primera ronda
| Equipo 1                                             | Resultado          | Equipo 2                              |
| ---------------------------------------------------- | ------------------ | ------------------------------------- |
| Ohara Gakuen JaSRA                                   | 1–3                | Universidad Komazawa                  |
| Sun Life F.C.                                        | 0–4                | Escuela Secundaria de Kunimi          |
| Universidad de Tokai                                 | 2–0                | Omiya Ardija                          |
| Universidad de Nagasaki                              | 1–3                | Nippon Steel Oita                     |
| Saitama S.C.                                         | 0–14               | Yokohama F.C.                         |
| NTT Kumamoto FC                                      | 3–1                | Yamagata F.C.                         |
| Universidad Kwansei Gakuin                           | 0–5                | Kawasaki Frontale                     |
| Universidad Hosei                                    | 1–0                | Honda Lock                            |
| Escuela Secundaria Industrial de Gifu                | 1–7                | Mito HollyHock                        |
| Denso                                                | 4–2                | Escuela Secundaria Comercial de Akita |
| Mindhouse T.C.                                       | 1–3                | Albirex Niigata                       |
| Tochigi S.C.                                         | 3–1                | Universidad de Tecnología de Fukui    |
| F.C. Primeiro                                        | 0–4                | Vegalta Sendai                        |
| FC KYOKEN Kyoto                                      | 4–0                | Morioka Zebra                         |
| Universidad de Kōchi                                 | 0–1                | Honda F.C.                            |
| Kainan F.C.                                          | 1–1 (t.s.) (4–2 p) | Teihens F.C.                          |
| Universidad Juntendō                                 | 3–4                | Sagawa Express S.C.                   |
| Saga Nanyo Club                                      | 1–0                | Universidad Internacional Kibi        |
| Okinawa Kariyushi                                    | 1–2                | Oita Trinita                          |
| S.C. Tottori                                         | 1–0                | Apple Sports College F.C.             |
| Matches F.C.                                         | 0–7                | Shonan Bellmare                       |
| Sony Sendai                                          | 0–1                | Universidad Nara Sangyō               |
| Universidad de Fukuoka                               | 1–1 (t.s.) (1–3 p) | Sagan Tosu                            |
| Iwami F.C.                                           | 0–4                | Jatco TT                              |
| Universidad de Salud y Ciencias del Deporte de Osaka | 0–4                | Ventforet Kofu                        |
| ALO's Hokuriku                                       | 2–1                | Universidad Dōto                      |
| Volca Kagoshima                                      | 2–3 (t.s.)         | Montedio Yamagata                     |
| Ehime F.C.                                           | 3–2                | Universidad de Fukuyama               |
| Nirasaki Astros                                      | 0–4                | Kyoto Purple Sanga                    |
| Gunma FC Fortuna                                     | 6–1                | Aster Aomori                          |
| Universidad Ryūtsū Keizai                            | 3–1                | Universidad Hannan                    |
| Yamaguchi Teachers Team                              | 0–8                | Otsuka Pharmaceutical                 |

### Segunda ronda
| Equipo 1                  | Resultado          | Equipo 2                     |
| ------------------------- | ------------------ | ---------------------------- |
| Universidad Komazawa      | 4–1                | Escuela Secundaria de Kunimi |
| Universidad de Tokai      | 4–3 (t.s.)         | Nippon Steel Oita            |
| Yokohama F.C.             | 5–0                | NTT Kumamoto FC              |
| Kawasaki Frontale         | 1–0                | Universidad Hosei            |
| Mito HollyHock            | 1–0                | Denso                        |
| Albirex Niigata           | 2–1                | Tochigi S.C.                 |
| Vegalta Sendai            | 4–1                | FC KYOKEN Kyoto              |
| Honda F.C.                | 6–0                | Kainan F.C.                  |
| Sagawa Express S.C.       | 10–0               | Saga Nanyo Club              |
| Oita Trinita              | 2–1 (t.s.)         | S.C. Tottori                 |
| Shonan Bellmare           | 0–0 (t.s.) (3–4 p) | Universidad Nara Sangyō      |
| Sagan Tosu                | 1–0                | Jatco TT                     |
| Ventforet Kofu            | 1–0                | ALO's Hokuriku               |
| Montedio Yamagata         | 1–0                | Ehime F.C.                   |
| Kyoto Purple Sanga        | 3–0                | Gunma FC Fortuna             |
| Universidad Ryūtsū Keizai | 2–3                | Otsuka Pharmaceutical        |

### Tercera ronda
| Equipo 1             | Resultado  | Equipo 2                |
| -------------------- | ---------- | ----------------------- |
| Júbilo Iwata         | 3–2 (t.s.) | Universidad Komazawa    |
| Tokyo Verdy 1969     | 2–0        | Universidad de Tokai    |
| F.C. Tokyo           | 0–1        | Yokohama F.C.           |
| Consadole Sapporo    | 2–3 (t.s.) | Kawasaki Frontale       |
| Gamba Osaka          | 5–0        | Mito HollyHock          |
| Avispa Fukuoka       | 2–3 (t.s.) | Albirex Niigata         |
| Sanfrecce Hiroshima  | 1–0        | Vegalta Sendai          |
| Shimizu S-Pulse      | 2–1        | Honda F.C.              |
| Nagoya Grampus Eight | 0–4        | Sagawa Express S.C.     |
| Cerezo Osaka         | 3–2 (t.s.) | Oita Trinita            |
| Kashima Antlers      | 6–0        | Universidad Nara Sangyō |
| Kashiwa Reysol       | 1–2        | Sagan Tosu              |
| Urawa Red Diamonds   | 2–0        | Ventforet Kofu          |
| Vissel Kobe          | 1–0        | Montedio Yamagata       |
| Yokohama F. Marinos  | 0–1        | Kyoto Purple Sanga      |
| JEF United Ichihara  | 5–0        | Otsuka Pharmaceutical   |

### Cuarta ronda
| Equipo 1            | Resultado | Equipo 2            |
| ------------------- | --------- | ------------------- |
| Júbilo Iwata        | 1–3       | Tokyo Verdy 1969    |
| Yokohama F.C.       | 1–3       | Kawasaki Frontale   |
| Gamba Osaka         | 1–0       | Albirex Niigata     |
| Sanfrecce Hiroshima | 0–4       | Shimizu S-Pulse     |
| Sagawa Express S.C. | 0–2       | Cerezo Osaka        |
| Kashima Antlers     | 6–0       | Sagan Tosu          |
| Urawa Red Diamonds  | 4–1       | Vissel Kobe         |
| Kyoto Purple Sanga  | 0–4       | JEF United Ichihara |

### Cuartos de final
| Equipo 1           | Resultado | Equipo 2            |
| ------------------ | --------- | ------------------- |
| Tokyo Verdy 1969   | 0–3       | Kawasaki Frontale   |
| Gamba Osaka        | 0–2       | Shimizu S-Pulse     |
| Cerezo Osaka       | 4–2       | Kashima Antlers     |
| Urawa Red Diamonds | 2–1       | JEF United Ichihara |

### Semifinales
| Equipo 1           | Resultado | Equipo 2        |
| ------------------ | --------- | --------------- |
| Kawasaki Frontale  | 1–2       | Shimizu S-Pulse |
| Urawa Red Diamonds | 0–1       | Cerezo Osaka    |

### Final
| Equipo 1        | Resultado  | Equipo 2     |
| --------------- | ---------- | ------------ |
| Shimizu S-Pulse | 3–2 (t.s.) | Cerezo Osaka |

| 1 de enero de 2002, 13:31 (UTC+9) | Shimizu S-Pulse                      | 3:2 (2:2, 1:0) (t. s.) | Cerezo Osaka                  | Estadio Nacional, Tokio                                   |                                                           |
|                                   | Santos 20' · Morioka 69' · Baron 97' | Reporte                | Morishima 80' · J.H. Yoon 89' | Asistencia: 46.728 espectadores Árbitro(s): Tōru Kamikawa | Asistencia: 46.728 espectadores Árbitro(s): Tōru Kamikawa |

|                                     |
| Bandera de Prefectura de Shizuoka   |
| Campeón Shimizu S-Pulse 1.er título |